# Jainisme
Jainisme er en indisk religion baseret på Mahavir Swamis (599-527 f.Kr.) forkyndelser. Jainismens vigtigste hellige bog er Siddhanta. De tror at alt levende har en sjæl.